# Salzburgring
Salzburgring ('circuit de Salzburg' en alemany) és un circuit de curses situat a Koppl, prop de Salzburg, Àustria. Inaugurat el 1968, fa 4,2 km de llarg i ha estat seu durant anys de nombroses competicions mundials de motor d'alt nivell, com ara el mundial de motociclisme, amb el Gran Premi d'Àustria de 1971 a 1994 (només es va deixar de fer servir el 1980 per la neu i el 1992) i el mundial de Superbike (aquest, només el 1995, quan estaven en marxa les obres de transformació de l'Österreichring en l'A1-Ring).
El circuit està situat en una estreta vall alpina els vessants costeruts de la qual actuen com a grades naturals. Aquesta ubicació influeix en el disseny del recorregut i és el motiu de la manca de vies d'escapament adequades.

## Història

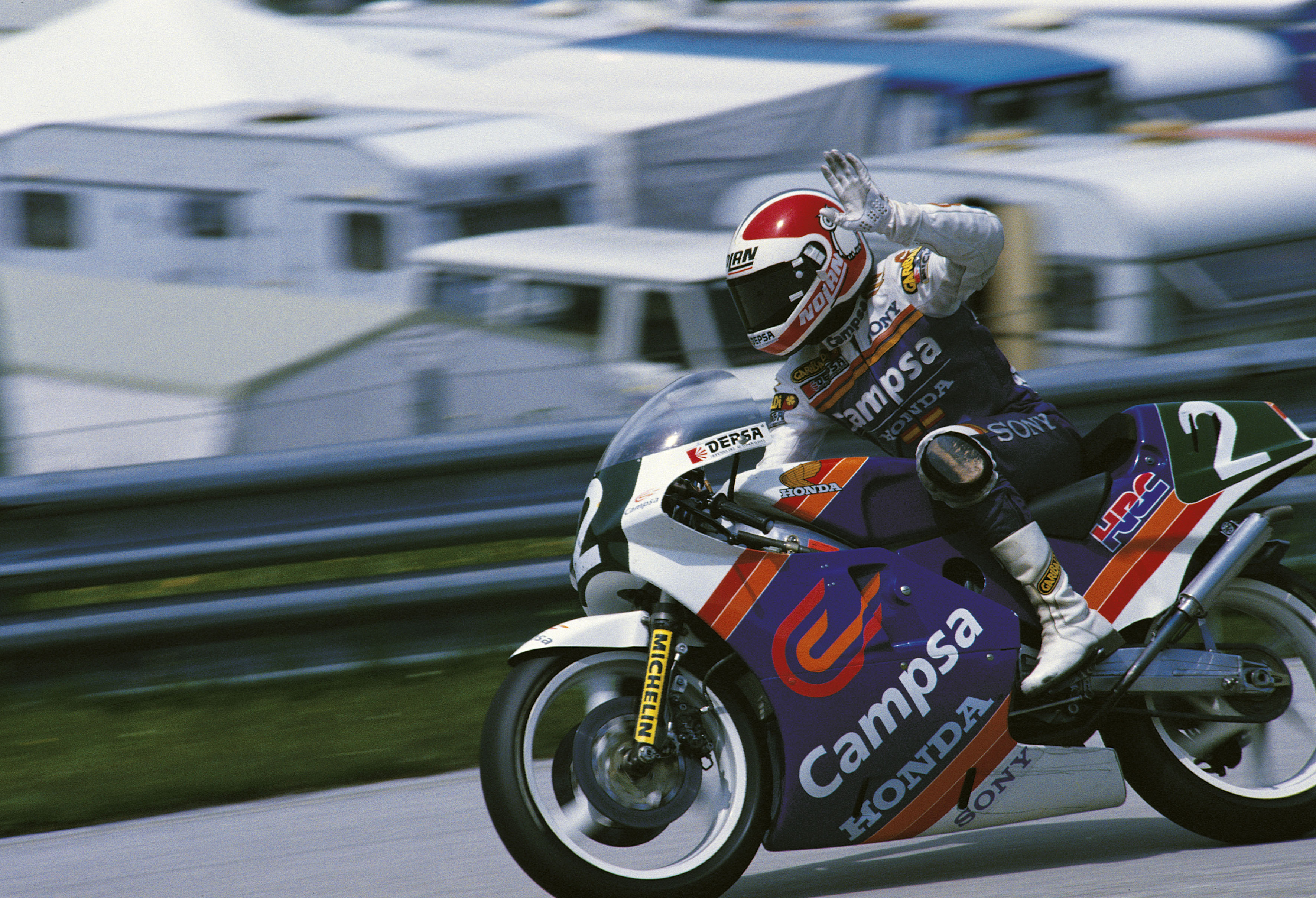
Sito Pons a Salzburgring el 1987

El 1976 es va afegir la xicana abans de la meta, substituint l'anterior revolt ràpid a l'esquerra a causa de la manca de vies d'escapament en aquesta zona, mentre que per al 1986 es va afegir una segona xicana a mig camí entre la sortida i el primer revolt. Tot i que aquesta xicana la feien servir principalment les motocicletes, des de l'any 2000 s'ha reaprofitat, se n'ha ampliat la via d'escapament i s'ha suprimit la pista original, de manera que ara també l'han de fer servir els cotxes.
Després de ser abandonat pels grans campionats del món, en els darrers temps s'hi celebren principalment curses d'automobilisme en categoria de turismes. En aquest sentit, el 19 d'octubre de 2008 s'hi va celebrar la Copa d'Europa (Campionat d'Europa de Turismes), competició anual que se celebra a finals de temporada en forma d'una única prova de doble cursa i que designa el millor pilot d'aquesta categoria entre tots els que han participat en els respectius campionats nacionals. Aquesta competició també va tornar al circuit austríac els anys 2010 (aquell any, la Copa se celebrà en tres circuits), 2011 (de nou com a prova única), 2012 (Copa celebrada en quatre circuits) i 2013 (Copa celebrada en cinc circuits). A partir de la temporada 2012, el Campionat Mundial de Turismes també va tornar a Salzburgring.